# ロバート・I・フロスト
ロバート・I・フロスト FBA (英語: Robert I. Frost 1958年 - ) は、イギリスの歴史家、大学教授。専門は14世紀から19世紀の東欧・北欧で、特にポーランド・リトアニア共和国とこの時代の軍事史を扱っている。
スコットランドのセント・アンドルーズ大学とポーランド・クラクフのヤギェウォ大学に学び、ロンドン大学のスラヴ東欧学研究所で博士号を取った。
1980年代半ばに研究所長を3年間務めた。キングズ・カレッジ・ロンドンにおいて1987年に歴史学の非常勤講師、1988年に常勤講師、2001年に準教授となった。2004年8月には、同カレッジの人文科学研究所長となった。さらに9月にはアバディーン大学の近世史教授、神学・歴史学・哲学研究所長となった。

## 著書
- The Northern Wars, War, State and Society in Northeastern Europe, 1558-1721, 2000
- After the Deluge: Poland-Lithuania and the Second Northern War, 1994
- Co-editor, with Anne Goldgar, Institutional Culture in Early Modern Society, 2004
- The Oxford History of Poland-Lithuania (The Oxford History of Early Modern Europe)
  - Vol. I: "The Making of the Polish-Lithuanian Union, 1385-1569", 2015,  ISBN 0198208693